# David Zuckerman

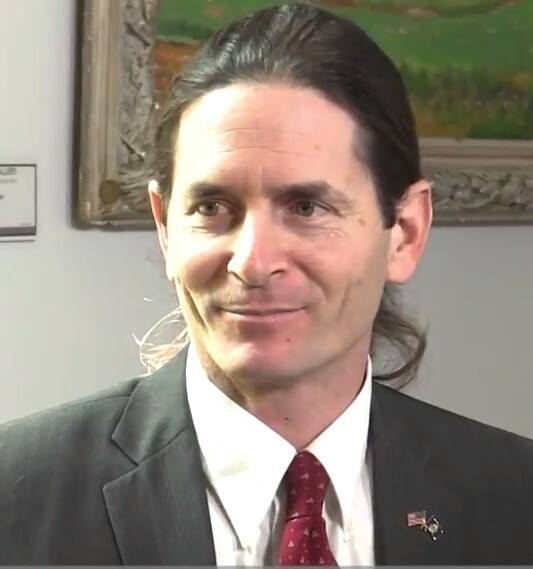
David Zuckerman, 2017

David Zuckerman (* 16. August 1971 in Boston, Massachusetts) ist ein US-amerikanischer Politiker. Er war von 2017 bis 2021 sowie von 2023 bis 2025 Vizegouverneur des Staates Vermont.

## Werdegang
Zuckerman wuchs in Brookline in Massachusetts auf, wo er im Jahr 1989 die High School absolvierte. Anschließend studierte er bis 1995 an der University of Vermont. Seit 1999 leitete er einen Bio-Bauernhof nahe Burlington. Im Jahr 2009 verlegte er die Farm in die Nähe von Hinesburg. Gleichzeitig wurde der Betrieb bedeutend vergrößert. Er ist Mitglied mehrerer landwirtschaftlicher Vereinigungen.
Politisch schloss er sich der Vermont Progressive Party an. Er war zunächst Mitglied einiger lokaler Gremien. Zwischen 1996 und 2011 saß er im Repräsentantenhaus von Vermont. Anschließend wurde er Mitglied im Staatssenat. Im Jahr 2016 wurde Zuckerman sowohl von seiner Partei als auch von den Demokraten als gemeinsamer Kandidat für das Amt des Vizegouverneurs von Vermont aufgestellt. Bei der Wahl setzte er sich mit knapp unter 50 % der Wählerstimmen durch. Entsprechend der Staatsverfassung musste, weil er die 50-Prozent-Marke nicht überschritten hatte, die Staatslegislative im Januar nochmals über den Wahlausgang abstimmen. Allerdings galt seine Bestätigung als sicher, da er die Mehrheit beider Kammern hinter sich hatte und seine Wahl auch nicht angefochten wurde. Nach der endgültigen Bestätigung trat er sein Amt am 5. Januar 2017 an. Er war Nachfolger des Republikaners Phil Scott, der zum neuen Gouverneur gewählt wurde. Damit war er auch dessen Stellvertreter. Als Vizegouverneur saß er zudem dem Staatssenat vor. Bei der Wahl 2020 trat er nicht erneut für das Vizegouverneursamt an, sondern forderte Scott bei der Wahl zum Gouverneur heraus. Dabei unterlag Zuckerman deutlich und erhielt nur 27,4 % der Stimmen. Daraufhin trat Zuckerman 2022 wieder für die Position als Vizegouverneur an und konnte sich mit 54 % gegen den Republikaner Joe Benning durchsetzen. Damit war Zuckerman die erst zweite Person in der Geschichte Vermonts, die zwei nicht aufeinanderfolgende Amtszeiten als Vizegouverneur absolvierte.
Bei der Wahl 2024 unterlag er dem Republikaner John S. Rogers.